# Submission (miniserie televisiva)
Submission è una miniserie televisiva statunitense in sei parti diretta da Jacky St. James, andata in onda su Showtime dal 12 maggio al 16 giugno 2016.

## Trama
Ashley è una giovane donna insoddisfatta della sua vita sessuale con il marito. Va ad abitare dalla sua amica Jules e in casa sua trova il romanzo Slave di un misterioso romanziere, Nolan Keats. In seguito alla lettura del libro viene a conoscenza del mondo BDSM e decide di iniziare a esplorarlo.

## Puntate
| nº | Titolo     | Prima TV USA   |
| -- | ---------- | -------------- |
| 1  | Slave      | 12 maggio 2016 |
| 2  | Control    | 19 maggio 2016 |
| 3  | Smut       | 26 maggio 2016 |
| 4  | Master     | 2 giugno 2016  |
| 5  | Safeword   | 9 giugno 2016  |
| 6  | Domination | 16 giugno 2016 |

## Personaggi e interpreti

### Principali
- Ashley Pendleton, interpretata da Ashlynn Yennie.
- Elliott, interpretato da Justin Berti.
- Jules, interpretata da Victoria Levine.
- Dylan Quinn, interpretata da Skin Diamond.
- Raif, interpretato da Kevin Nelson.
- Scarlet, interpretata da Nika Khitrova.
- Tomas, interpretato da Brent Harvey.

### Ricorrenti
- Jonathan, interpretato da Richie Calhoun.
- Maura, interpretata da Sara Luvv.
- Kimberly, interpretata da Valerie Baber.
- Anthony, interpretato da Boston Blake.
- Susannah, interpretata da Vicki Chase.
- Chelsea, interpretata da Karla Kush.
- Vincent, interpretato da Spike Mayer.
- Tina, interpretata da Melissa Schumacher.

## Produzione
Il trailer ufficiale della miniserie è stato pubblicato il 29 aprile 2016.
Il co-creatore della serie, Jacky St. James, ha affermato che il modo in cui il mondo BDSM è stato rappresentato nel film in Cinquanta sfumature di grigio era errato in quanto si vede "una relazione violenta". La serie al contrario vuole offrire una visione più sfumata del mondo BDSM. In un'intervista a GQ, ha descritto la serie come "persone imperfette nelle relazioni BDSM". L'attrice protagonista Ashlynn Yennie ha affermato di essere d'accordo con le parole del creatore della serie.